# Kościół Świętej Trójcy w Gnieźnie
Kościół pw. Świętej Trójcy w Gnieźnie (farny) – kościół fundowany w II poł. XII wieku, obecny z ok. 1420–1430, zbudowany za czasów księdza Mikołaja Grossmana, jednonawowy, późnogotycki; po 1613 odbudowany w stylu barokowym. 
Jednonawowy z prezbiterium wielobocznie zamkniętym i wieżą gotycką z hełmem barokowym z 1687. Do nawy od południa dobudowana kaplica Bractwa Literackiego (1611). Wewnątrz wyposażenie głównie z XVIII wieku: późnorenesansowa chrzcielnica, późnobarokowa ambona w kształcie łodzi z 1787 (widać nawet ryby w sieci). W ołtarzu kaplicy Literackiej obraz Koronacji Najświętszej Maryi Panny z I ćw. XVII wieku. Drzwi do zakrystii gotyckie z blachy żelaznej z I poł. XV wieku. Na wieży zainstalowany jest zegar z kurantem. Mieści się przy ul. Farnej.
Zespół cmentarza pw. Świętej Trójcy mieści się przy ul. Cymsa, nr rej.: 2122/A z 24.03.1987:
- cmentarz, 1906
- ogrodzenie z bramą, 1910
- kaplica, 1912
- dom grabarza, 1913

## Galeria

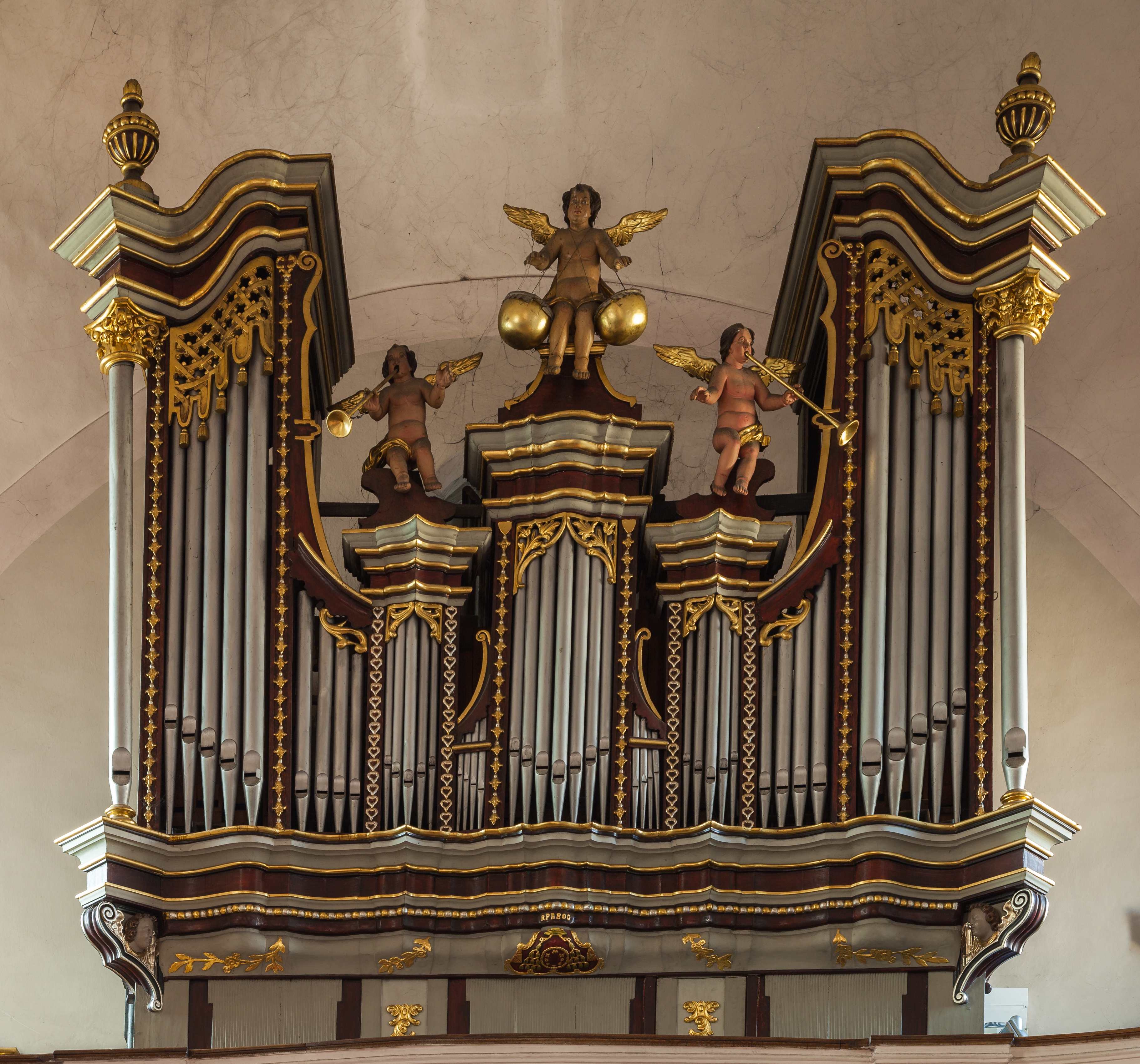
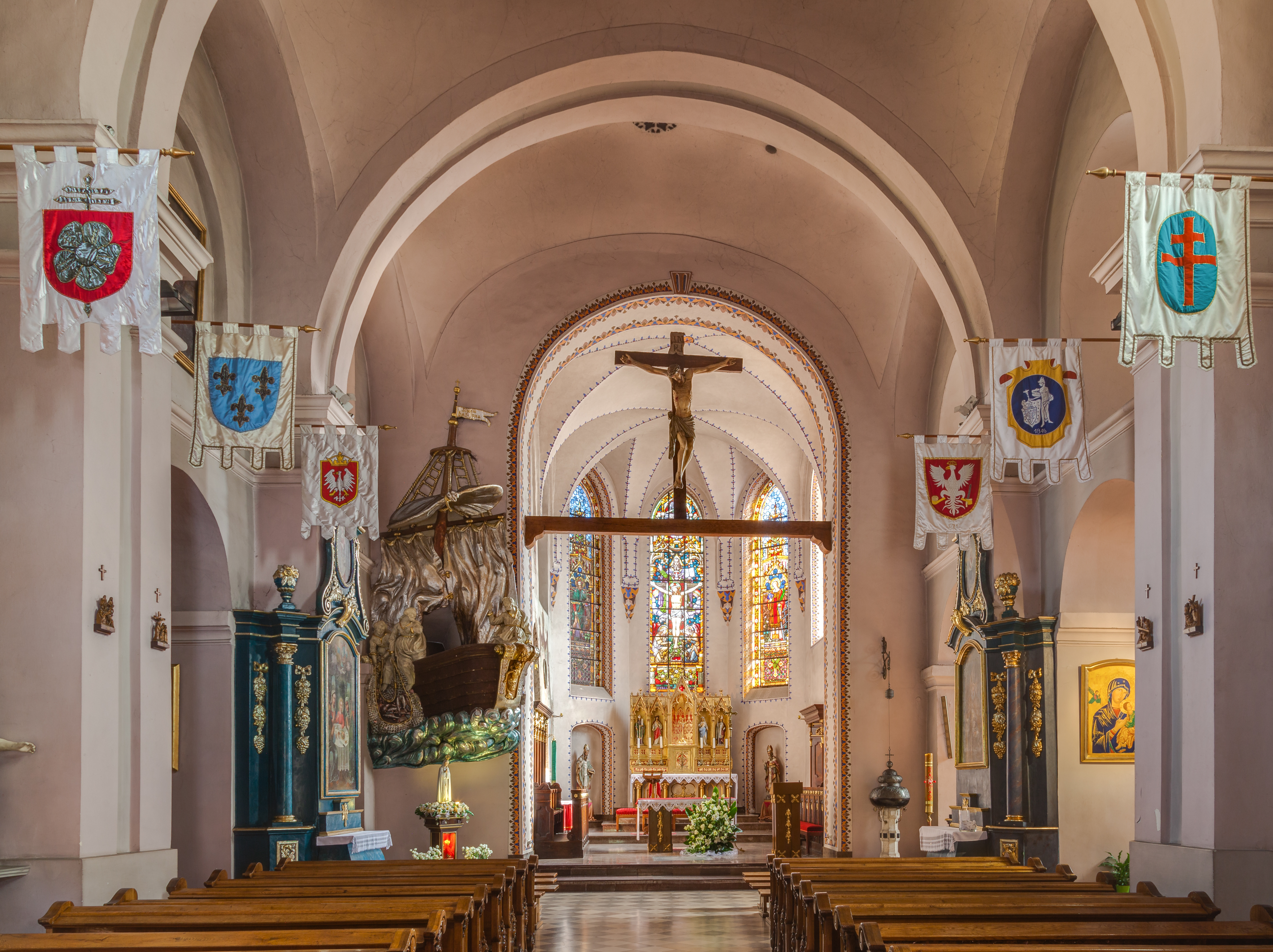
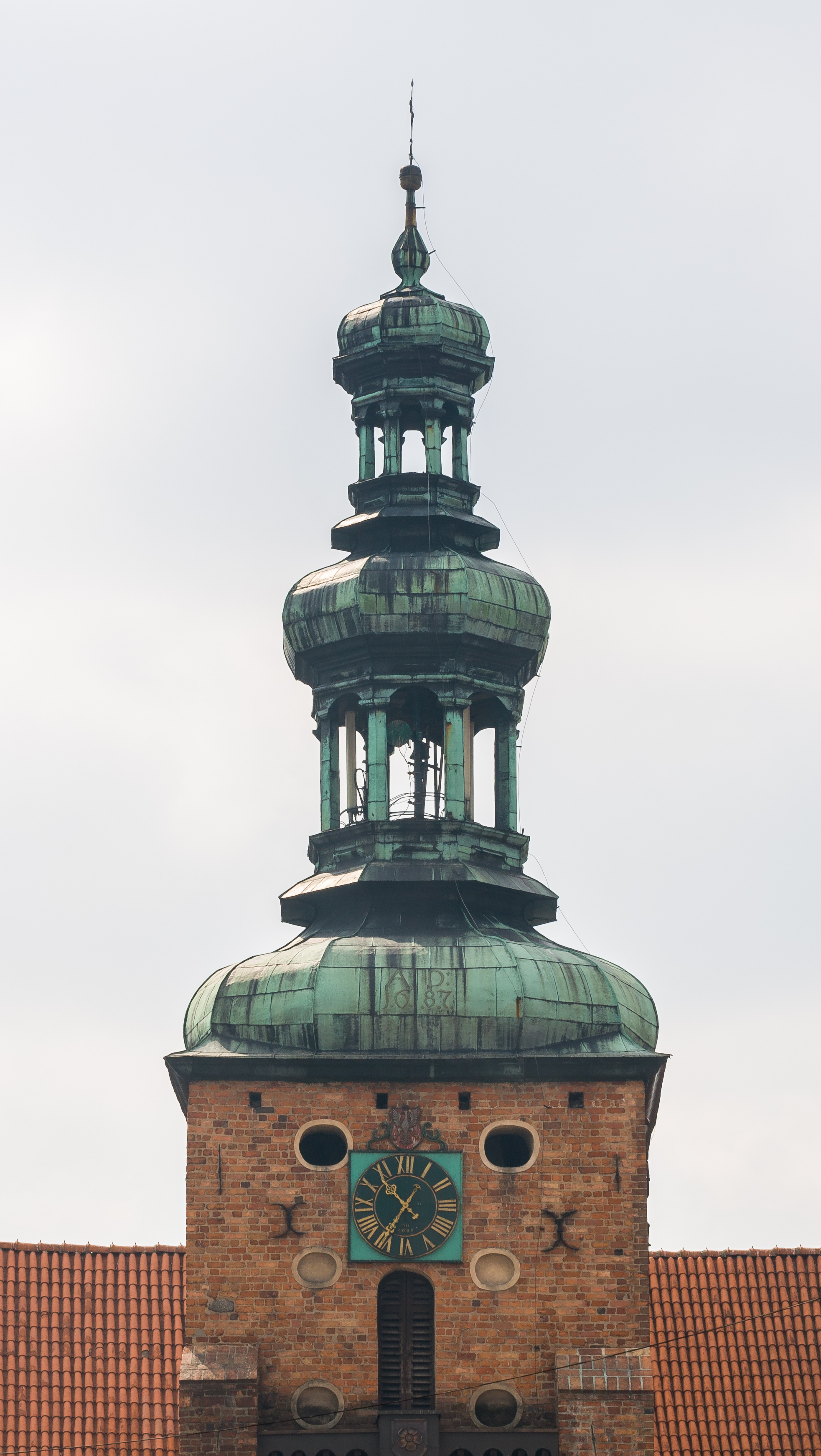